# نوینهوفه
نوینهوفه (به آلمانی: Neuenhofe) یک منطقهٔ مسکونی در آلمان است که در وشتایده واقع شده‌است. نوینهوفه ۷۷۴ نفر جمعیت دارد.